# Lafe
Lafe is een plaats (town) in de Amerikaanse staat Arkansas, en valt bestuurlijk gezien onder Greene County.

## Demografie
Bij de volkstelling in 2000 werd het aantal inwoners vastgesteld op 385.
In 2006 is het aantal inwoners door het United States Census Bureau geschat op 398, een stijging van 13 (3,4%).

## Geografie
Volgens het United States Census Bureau beslaat de plaats een oppervlakte van
5,4 km², geheel bestaande uit land. Lafe ligt op ongeveer 87 m boven zeeniveau.

## Plaatsen in de nabije omgeving
De onderstaande figuur toont nabijgelegen plaatsen in een straal van 24 km rond Lafe.